# Phare de l'île Guard
Le phare de l'île Guard est situé sur une petite île dans le détroit de Clarence, en Alaska du Sud-Est, aux États-Unis.

## Histoire
C'est en 1901 qu'il a été décidé de construire un phare sur cet îlot, dans un passage maritime difficile entre Juneau et Skagway très fréquenté durant la ruée vers l'or du Klondike.
Sa construction, commencée l'été 1903 a été terminée en septembre 1904. Le bâtiment en bois hébergeait deux lentilles de Fresnel qui produisaient une lumière blanche fixe. Mais sa structure se détériora rapidement à cause des conditions climatiques locales. Très délabré, il a été reconstruit en 1922 et réaménagé en 1924 avec une tour en béton. Son feu a été automatisé en 1969.
Il a été listé sur le Registre national des lieux historiques en 2004.

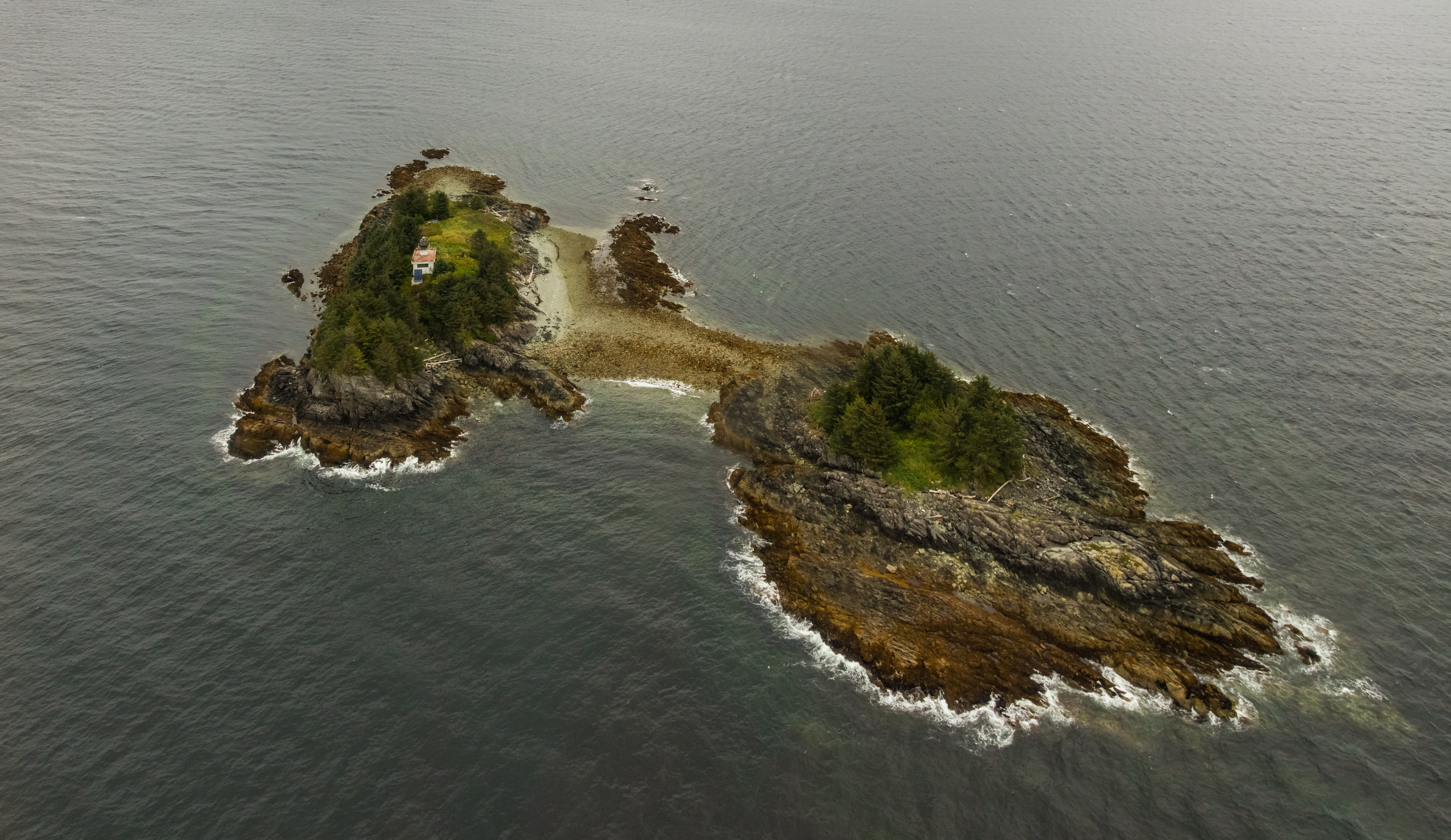
Vue aérienne

## Sources
- (en) USCG

- (en) Cet article est partiellement ou en totalité issu de l’article de Wikipédia en anglais intitulé « Guard Island Light » (voir la liste des auteurs).